# Nationales Opern- und Ballett-Theater Chișinău

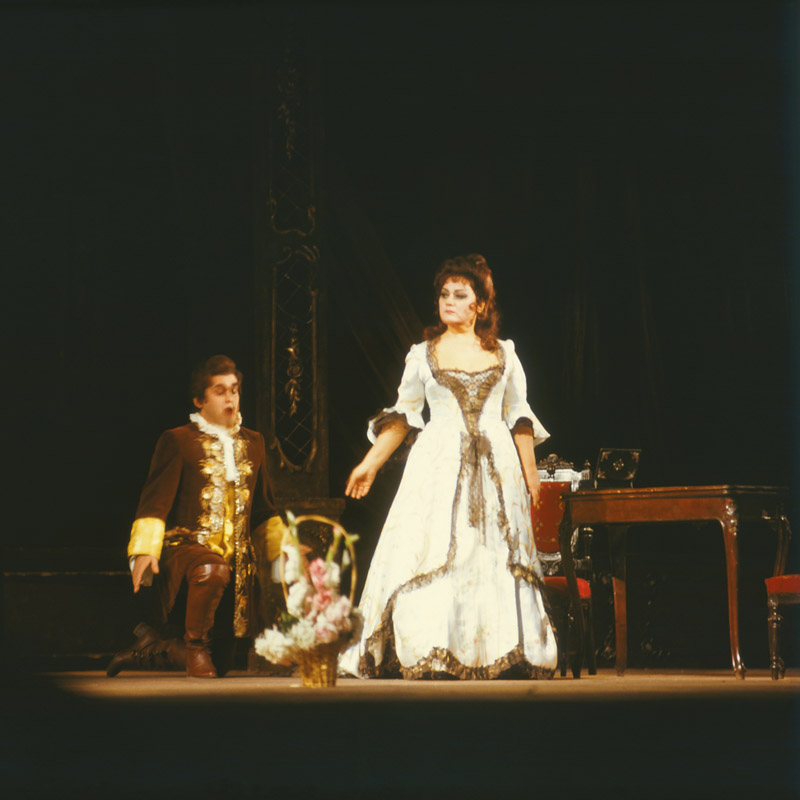
Mihai Munteanu und Maria Bieșu während einer Aufführung im Theater am 19. Dezember 2012

Das Nationale Opern- und Ballett-Theater Chișinău, lokal als Teatrul Naţional de Operă şi Balet Maria Bieșu bezeichnet, ist ein Theater in Chișinău, der Hauptstadt der Republik Moldau.

## Geschichte
Mit einer Aufführung der Oper Grozovanul des moldauischen Komponisten David Gherșveld wurde das Haus am 9. Juni 1956 eröffnet. Im folgenden Jahr, am 5. Juli 1957 wurde das Opern- und Balletttheater vom damaligen moldauischen Kulturminister Artiom Lazarev als führende Institution der nationalen Kultur deklariert und dokumentiert. In der ersten Spielplanperiode von 1956 bis 1970 wurde das Repertoire aus vier Kategorien zusammengestellt:
- Werke der moldauischen Komponisten Davig Gherşfeld, Alexei Stârcea und Mark Kopytman,
- Internationale Opern, u. a. von Verdi, Puccini, Rossini, Leoncavallo und Bizet,
- Klassische russische Werke, u. a. von Tschaikowski
- Zeitgenössische sowjetische Werke, u. a. von Chrennikow.

In den folgenden Jahren wurden Opern weiterer Komponisten hinzugefügt. Das Repertoire enthielt ebenfalls Ballettaufführungen. Das Ballett besitzt in der Republik Moldau eine langjährige Tradition, deren Anfänge auf Volkstänzen basieren.
Nach der Auflösung der Sowjetunion in den frühen 1990er Jahren war dieses Theater eines der wenigen, das sein Ballett- und Opernensemble, sein Orchester mit allen Solisten, dem Chor sowie die gesamte Ausrüstung behielt. 1992 wurde zu Ehren der international renommierten moldauischen Sopranistin Maria Bieșu deren Name dem Theaternamen hinzugefügt. Zuweilen unternahm das Ensemble Gastspielreisen in viele Länder Ost- und Westeuropas. Das Theater beschäftigt aktuell neben erfahrenen Fachkräften auch talentierte junge Sänger und Tänzer sowie Absolventen des örtlichen choreografischen Kollegs und des Musikkonservatoriums.

## Philatelie
Von der Post Moldaus wurden 2007 und 2011 Briefmarken herausgegeben, die in Zusammenhang mit dem Nationalen Opern- und Ballett-Theater Chișinău stehen. Die Briefmarken von 2007 würdigen das 50-jährige Jubiläum des Hauses.

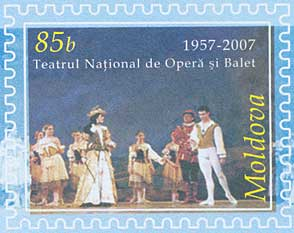
Ensembleszene, 2007
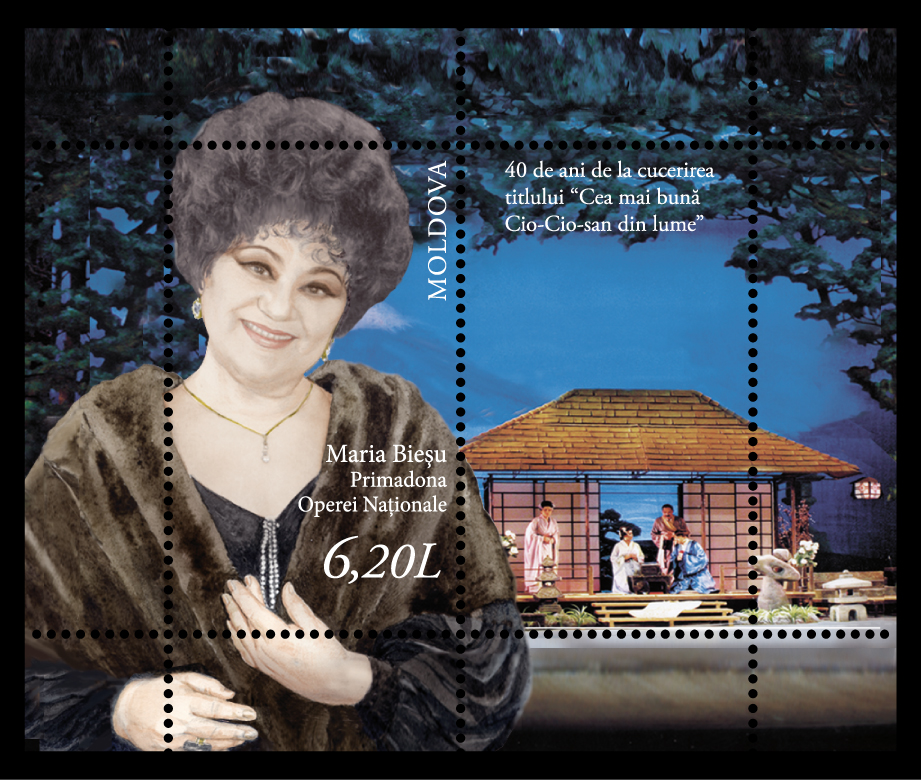
Maria Bieșu, 2007
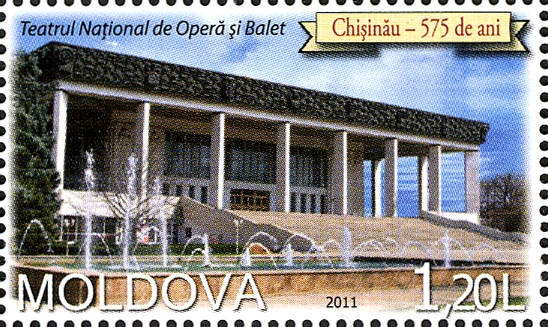
Theatergebäude, 2011